# Dunaj, Krško
Dunaj je naselje v Občini Krško. Ime naselja izhaja iz nekdaj mogočne prazgodovinske trdnjave Dunum, ki je stala na gori Sv. Lovrenca nad Krškim.